# Schnepfenhof
Schnepfenhof ist Ortsteil des Marktes Floß im Bezirk Oberpfalz im Landkreis Neustadt an der Waldnaab.

## Geographische Lage
Die Einöde Schnepfenhof liegt ungefähr drei Kilometer südwestlich von Floß am Westhang des 530 Meter hohen Buchholz nordöstlich des Naturschutzgebietes Dost.

## Geschichte

### 13. bis 16. Jahrhundert
Im Herzogsurbar von 1285 und im Herzogsurbar von 1301 wurde Schnepfenhof (auch: Snephenriut, Snepffenreut, Schnepfenhoff) schriftlich erwähnt.
1326 wurde Schnepfenhof im Herzogsurbar als zu Störnstein gehörig aufgeführt.
Im Salbuch von 1366/68 wurde es als Burggut von Störnstein bezeichnet und die Herrschaft von Pleystein als Besitzer eines Hofes in Schnepfenhof genannt mit Zins von 3 Pfund Heller.
1516 wurde im Steuerregister ein Bauer auf dem Schnepfenhof genannt.
Schnepfenhof wurde in einem Verzeichnis der Mannschaften um das Jahr 1559 erwähnt.
In diesem Verzeichnis wurden die folgenden zu Floß gehörigen Ortschaften aufgeführt:
Bergnetsreuth, Boxdorf, Diebersreuth, Diepoltsreuth, Ellenbach, Fehrsdorf, Gailertsreuth, Gösen, Grafenreuth, Hardt, Haupertsreuth, Höfen, Konradsreuth, Meierhof, Niedernfloß, Oberndorf, Pauschendorf, Plankenhammer, Ritzlersreuth, Schnepfenhof, Schönberg, Steinfrankenreuth, Weikersmühle, Welsenhof, Wilkershof, Würnreuth, Würzelbrunn.
Für Schnepfenhof wurde eine Mannschaft verzeichnet: Hanns Mayer.

### 17. Jahrhundert
Während des Dreißigjährigen Krieges zogen in den Jahren 1620 und 1621 die Mansfeldischen Soldaten durch Schnepfenhof.
Dabei raubten sie den Bauern 2 Ochsen, 2 Kühe, 2 Kälber, 1 Schwein, 8 Gänse, 12 Hennen, 3 Maaß Schmalz, 3 Pfund Hanf, 2 Hacken, 1 eiserne Stange, 3 Pfannen.
Der Ofen wurde eingeschlagen, 3 Truhen zerbrochen und die Schlösser davon mitgenommen, 3 Fenster eingeschlagen, 3 Weiher abgegraben und abgefischt.
Eine Schadensaufstellung für Schnepfenhof aus dem Jahr 1621 ergab einen Schaden von insgesamt 85 Gulden und 49 Kreuzer.
Im Hof der Friedrichsburg in Vohenstrauß fand 1650 die Erbhuldigung gegenüber Pfalzgraf von Pfalz-Sulzbach Christian August statt.
Schnepfenhof erscheint auf der Huldigungsliste mit einem Hofbesitzer: Sebastian Schaller.
Im Jahr 1652 wurde Schnepfenhof beschrieben mit einem Halbhof.
Seine Einwohner zu dieser Zeit waren ein Ehepaar mit einem Kind.
Das Vieh bestand aus 2 Ochsen, 2 Kühen, 3 Jungrindern, 2 Schweinen.

### 18. Jahrhundert bis Gegenwart
Eine Beschreibung des Fürstlichen Pflegamtes Floßerbürg aus dem Jahr 1704 verzeichnete für Schnepfenhof 1 Mannschaft, 1 halber Hof.
In einer historisch-statistischen Beschreibung des Pflegamtes Floß von 1794 wurden aufgeführt für Schnepfenhof 1 Bauer, 1 Tagelöhner, insgesamt 12 Einwohner.
Um 1800 hatte Schnepfenhof ein Haus und 7 Einwohner.
Schnepfenhof gehörte zum Anfang des 19. Jahrhunderts gegründeten Steuerdistrikt Diepoltsreuth, der gleichzeitig auch Ruralgemeinde war. Zum Steuerdistrikt Diepoltsreuth gehörten außer Diepoltsreuth der Weiler Ritzlersreuth und die Einöden Schnepfenhof und Schönberg. Der Steuerdistrikt Diepoltsreuth hatte insgesamt 190 Einwohner und 19 Wohngebäude.
Die Ortschaft Schnepfenhof hatte 1817 7 Einwohner und 1 Wohngebäude, 1861 7 Einwohner und 1961 9 Einwohner und 1 Wohngebäude.
1946 wurde Diepoltsreuth und damit auch Schnepfenhof nach Gailertsreuth eingemeindet.
Die unmittelbare Landgemeinde Gailertsreuth bestand zunächst aus den Weilern Gailertsreuth, Niedernfloß und Oberndorf, den Einöden Gollwitzerhof, Meierhof und Würnreuth.
Ab 1946 kam die Gemeinde Diepoltsreuth hinzu mit den Weilern Diepoltsreuth und Ritzlersreuth und den Einöden Schnepfenhof und Schönberg.
Am 1. Januar 1972 wurde die Gemeinde Gailertsreuth und damit auch Schnepfenhof in den Markt Floß eingegliedert.